# Сансеверино, Росимано
Росимано Сансеверино (Roscemanno Sanseverino, O.S.B.Cas., граф Марси, его имя также пишут как Rosceman, Rosimano, Droscemannus) — католический церковный деятель XII века. Принял обеты бенедиктинцев в аббатстве Монтекассино. Возведён в ранг кардинала-дьякона церкви Сан-Джорджо-ин-Велабро на консистории 1106 года. Участвовал в выборах папы Геласия II (1118), Калликста II (1119) и Гонория II (1124). В 1120 году назначен ректором (правителем) папской области Беневенто.